# Markoye
Markoye é uma localidade da província de Oudalan, na região Centro-Norte do Burquina Fasso. Em 2003 tinha 5566 habitantes.
Tem uma feira semanal de gado e camelos, ficando próxima de uma mina de manganésio em Tambao.